# Akteon (syn Aristajosa)
Akteon (także Aktajon; Ἀκταίων Aktaíōn, łac. Actaeon) – w mitologii greckiej myśliwy z Teb.
Uchodził za syna Aristajosa i Autonoe oraz za wnuka Kadmosa. Był wychowankiem centaura Chirona.
Akteon podpatrzył Artemidę i jej nimfy w kąpieli, za co został przez nią zamieniony w jelenia, a wówczas rozszarpały go własne psy. Zwierzęta bardzo cierpiały po utracie pana, dopóki Chiron nie wyrzeźbił posągu tak wiernie go przypominającego, że zmylił psy.